# Rafał Stanisław Tupalski
Rafał Stanisław Tupalski herbu Nałęcz – pisarz grodzki oszmiański w latach 1669–1678, podczaszy oszmiański w latach 1663–1683, cześnik oszmiański w latach 1659–1661.
W 1674 roku był elektorem Jana III Sobieskiego z powiatu oszmiańskiego.